# 마릿 레인스트라 (스피드스케이팅 선수)
마릿 레인스트라(네덜란드어: Marrit Leenstra, 네덜란드어 발음: [ˈmɑrɪt ˈleːnstraː], 1989년 5월 10일~)는 네덜란드의 스피드스케이팅 선수이다. 2014년 동계 올림픽 여자 팀 추월 금메달을 획득했고 2018년 동계 올림픽에서 팀 추월 은메달과 여자 1500m 동메달을 획득했다.

## 개인사
2014년 이탈리아의 스피드스케이팅 선수인 마테오 아네시와 결혼했다.